# خانه ملا حسینی
خانه ملا حسینی مربوط به دوره قاجار است و در یزد، خیابان مسجد جامع کبیر، کوچه آب‌انبار وزیر واقع شده و این اثر در تاریخ ۱۷ اسفند ۱۳۸۱ با شمارهٔ ثبت ۷۷۶۳ به‌عنوان یکی از آثار ملی ایران به ثبت رسیده است.